# Лейк, Рики
Рики Памела Лейк (англ. Ricki Pamela Lake; род. 21 сентября 1968) — американская актриса и телеведущая, известная по роли Трейси Торнблед в фильме «Лак для волос» и своим собственным ток-шоу «Рики Лейк».

## Ранние годы
Лейк родилась в Нью-Йорке в еврейской семье. Мать Джилл была домохозяйкой, отец Барри работал фармацевтом. Она училась в колледже Итаки и в профессиональной школе для детей.

## Карьера
Дебютом в кино для Лейк стала роль Трейси в фильме Джона Уотерса, «Лак для волос». Она снималась и в других фильмах Уотерса, включая такие, как «Плакса», «Безумный Сесил Б.» и «Мамочка-маньячка-убийца». Она также вела собственное ток-шоу «Ricki Lake».
В 1996 году с Лейк выходит комедия «Миссис Уинтерборн» (в российском прокате «Мужчина моей мечты»), в которой она сыграла главную роль совместно с Ширли Маклейн. Далее последовали роли в фильмах «Юнга», «Последний поворот на Бруклин» и «Записки Манки Зеттерлэнда». Она снялась также в нескольких сериалах, таких как «Чайна-Бич», «Король Квинса», «До смерти красива».
Также она снялась в эпизоде сериала «Король в королеве», где играла Стефанию Хеффернан. В 2007 году Лейк сыграла камео-роль в музыкальной комедии Джона Уотерса «Лак для волос» и записала совместно с Мариссой Джарет Уинокер песню «Mama I’m a Big Girl Now», которая вошла в саундтрек этого фильма.

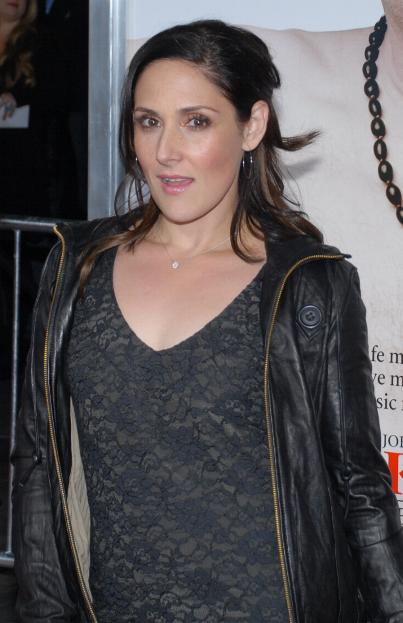
Лейк в 2007 году

В марте 2011 года сообщалось, что три телевизионные студии, Twentieth Television, Universal Media Studios и CBS Television Distribution, были заинтересованы в возвращении Лейк в сферу ток-шоу в 2012 году. Это случилось после того, как Лейк выразила желание вернуться к жанру. Лейк участвовала в 13-м сезоне шоу «Танцы со звёздами». Её партнером стал трёхкратный чемпион Дерек Хоу. Лейк добилась успехов в танцах и высоких баллов. Она заняла 3-е место
в этом конкурсе.
20 апреля 2011 года Лейк подписала контракт с компанией Twentieth Television на создание Шоу Рики Лейк, премьера которого состоялась в сентябре 2012 года. Новая программа стала похожей на шоу Опры и была отменена после первого же сезона. Лейк получила дневную премию Эмми в 2013 году.
7 декабря 2016 года она снялась в эпизодической роли в телевизионном мюзикле «Hairspray Live!». 11 февраля 2017 года Рики появилась в качестве приглашённого судьи на британском шоу талантов «Let It Shine» с Гэри Барлоу, Данни Миноуг и Мартином Кемпом на Би-би-си. 17 февраля 2018 года Лейк появился на британском телевизионном шоу «Through The Keyhole», организованном Китом Лемоном.
В марте 2018 года на SXSW Лейк и Эпштейн представили премьеру своего документального фильма «Weed The People», исследующего использование каннабиса в качестве лекарства. Фильм был посвящён, в частности, использованию каннабиса в лечении педиатрической онкологии.
6 февраля 2019 года стало известно, что она приняла участие в конкурсе «The Masked Singer». В октябре 2019 года Лейк приняла участие в конкурсе «X Factor: Celebrity». 28 октября того же года Рики стала гостем ток-шоу «Loose Women».

## Личная жизнь
В 1994—2005 года Рики была замужем за художником Робом Сассманом. У бывших супругов есть два сына — Майло Себастьян Сассман (род.22.03.1997) и Оуэн Тайлер Сассман (род.18.06.2001).
С 8 апреля 2012 года Рики замужем во второй раз за Кристианом Эвансом, с которым она подала на развод 16 октября 2014 года.